# ريكاردو دياز
ريكاردو دياز (بالبرتغالية: Ricardo Jorge dos Santos Dias) (25 فبراير 1991 بأفيرو في البرتغال - ) هو لاعب كرة قدم برتغالي في مركز الوسط. شارك مع منتخب البرتغال تحت 17 سنة لكرة القدم ومنتخب البرتغال تحت 18 سنة لكرة القدم ومنتخب البرتغال تحت 19 سنة لكرة القدم ومنتخب البرتغال تحت 20 سنة لكرة القدم. أما مع النوادي، فقد لعب مع نادي بورتو ونادي بيرا مار ونادي بيلينينسش وجي. دي. توريزينسي ‏ ونادي سانتا كلارا.

## وصلات خارجية
- ريكاردو دياز على موقع الاتحاد الدولي (مؤرشف)  (الإنجليزية)
- ريكاردو دياز على موقع قاعدة بيانات كرة القدم.إي يو (الإنجليزية)
- ريكاردو دياز على موقع Soccerway.com (الإنجليزية)
- ريكاردو دياز على موقع AS.com (الإسبانية)